# Гінцбург Олександр Леонідович
Олександр Леонідович Гінцбург (рос. Гинцбург Александр Леонидович; нар. 10 листопада 1951 року) — радянський та російський мікробіолог, директор НДЦЕМ ім. М. Ф. Гамалії (із 1997 року), академік РАМН (2004), академік РАН (2013).

## Біографія
Народився 10 листопада 1951 року.
У 1974 році закінчив біолого-ґрунтовий факультет МДУ.
Із 1982 року працює в Науково-дослідному центрі епідеміології та мікробіології імені М. Ф. Гамалії, директор (з 1997 року).
Із 2000 року — завідувач кафедри інфектології медико-профілактичного факультету післядипломної професійної освіти Московської медичної академії імені І. М. Сєченова.
У 2000 році обраний членом-кореспондентом, а в 2004 році — академіком РАМН.
У 2013 році — став академіком Російської академії наук (у рамках приєднання РАМН і РАСГН до РАН).

## Наукова діяльність
Спеціаліст в галузі молекулярної біології патогенних мікроорганізмів.
Висунув і обґрунтував положення про те, що гени факторів патогенності входять до складу мобільних генетичних елементів.
Сформулював концепцію, згідно з якою одним із механізмів, що дозволяють збудникам сапронозів формувати ендемічні природні осередки, є здатність патогенних бактерій зберігати в об'єктах зовнішнього середовища в міжепідемічні періоди в некультивуючому стані.
Член редколегій провідних російських журналів із медичної мікробіології: «ЖМЭИ» та «Молекулярная генетика, микробиология и вирусология».
Член президії Всеросійського товариства мікробіологів і епідеміологів імені І. І. Мечникова.

### Наукові праці
- «Эпидемиологические аспекты экологии бактерий» (1997)
- «Механизмы выживания бактерий» (2005)

## Нагороди
- Премія Уряду Російської Федерації (у складі групи, за 2003 рік) — за розробку технології, організацію промислового випуску та впровадження в медичну практику готових лікарських форм нового вітчизняного препарату «Циклоферон»[1].

## Родина
- Батько, Леонід Леонідович Гінцбург — доктор технічних наук, професор, завідувач лабораторією НАМІ, заслужений діяч науки і техніки РФ[2].